# 中原女警
《中原女警》（英語：A Policewoman in The Central Plains）是一部2011年上映的中国大陆刑侦记录故事电影，由范志博及宋运成领衔主演。该电影由河南省郑州市公安局民警王玉荣1996年的事件改编，也是庆祝中国共产党成立90周年献礼影片，此片曾于2011年8月荣获第十四届华表奖优秀数字电影奖。

## 演员表
| 演员   | 角色   | 备注                             |
| ------ | ------ | -------------------------------- |
| 范志博 | 王玉荣 | 女警                             |
| 宋运成 | 富大鹏 | 原机械厂员工，后求爱不遂变成罪犯 |
| 李全中 | 王军   | 警察，王玉荣之同事               |
| 乌日根 | 郭涛   | 警察                             |
| 刘青   | 陆艳   | 女警，王玉荣之下属               |
| 关新伟 | 赵局长 | 王玉荣之上司                     |
| 王铮   | 罗莉莉 | 妓女                             |
| 滕璇   | 小美   |                                  |